# 小叶云实
小叶云实（学名：Biancaea millettii）是豆科云实属的植物，为中国的特有植物。分布在中国大陆的广西、湖南、江西、广东等地，生长于海拔500米的地区，常生长在山脚灌丛中或溪边旁，目前尚未由人工引种栽培。